# Michael Tucci
Michael Tucci (Nueva York; 15 de abril de 1946) es un actor estadounidense.

## Carrera
Michael Tucci comenzó su carrera como actor en la década de los 70. En 1978 actuó en la película musical Grease junto a John Travolta y Olivia Newton-John. También ha participado en películas como Blow, Mimic 2, entre otras. Michael ha actuado en papeles importantes en varias series de televisión como It's Garry Shandling's Show., Flying Blind, Diagnosis Murder, entre otras más. Michael y su esposa Kathleen tienen dos hijas, Kate y Kelly.

## Filmografía

### Películas
- Mimic 2 (2001) .... Dr. Shapiro
- Blow (2001) .... Dr. Bay
- Elevator Seeking (1999) .... Carl
- Evasive Action (1998) .... Juez
- The Man Who Captured Eichmann (1996) .... Danny
- Just Like Dad (1995) .... Frank Turner (Sr. Turner)
- MacShayne: The Final Roll of the Dice (1994)
- Chance of a Lifetime (1991) .... Randall
- Pandemonium (1982) .... Hombre Dejando Restaurant
- Groucho (1982) .... Chico Marx
- Lunch Wagon (1981) .... Arnie
- Enola Gay: The Men, the Mission, the Atomic Bomb (1980) .... Capitán Claude Eatherly
- Sunnyside (1979) .... Harry Cimoli
- Grease (1978) .... Sonny LaTierri
- The Night They Robbed Big Bertha's (1975) .... Lou
- Forced Entry (1975) .... Richie

### Series de televisión
- Once and Again .... Arnold (2 episodios, 2001)
- JAG .... Padre Genaro (1 episodio: Second Sight, 1999)
- Diagnosis Murder .... Norman Briggs (83 episodios, 1993-1997)
- Life's Work .... Principle Blair 'The Square' (1 episodio: Harassment, 1997)
- Monty .... Dr. Rubin (1 episodio: Baby Talk, 1994)
- Flying Blind .... Jeremy Barash (22 episodios, 1992-1993)
- MacGyver .... Philip (1 episodio: Honest Abe, 1991)
- It's Garry Shandling's Show. .... Pete Schumacher (64 episodios, 1986-1990)
- Faerie Tale Theatre .... Lionel (1 episodio: The Princess Who Had Never Laughed, 1986)
- The Paper Chase .... Gerald Golden (11 episodios, 1983-1986)
- Cagney & Lacey .... Polonais (1 episodio: The Man Who Shot Trotsky, 1986)
- Diff'rent Strokes .... Oficial Jim Coletta (1 episodio: Street Smarts, 1985)
- Night Court (1 episodio: The Nun, 1984)
- Trapper John, M.D. .... Dr. Charlie Nichols (3 episodios, 1980-1984)
- The Powers of Matthew Star .... Pileggi (1 episodio: The Italian Caper, 1982)
- Barney Miller .... Fred (3 episodios, 1976-1982)
- Lou Grant .... Marvin (1 episodio: Reckless, 1981)
- Alice .... Dino (2 episodios, 1980)
- The Love Boat .... Sam (1 episodio: Ages of Man/Families/Bo 'n' Sam, 1979)

- Datos: Q1172681